# Президентские выборы в США (1896)
Президентские выборы 1896 года проходили 3 ноября и считаются одними из самых драматических в истории Соединённых Штатов. Кандидат от Республиканской партии Уильям Мак-Кинли одержал победу над демократом Уильямом Дженнингсом Брайаном. Мак-Кинли сформировал коалицию бизнесменов, квалифицированных рабочих и богатых фермеров. На Северо-востоке, верхнем Среднем западе и тихоокеанском побережье он обладал широкой поддержкой. Брайан был номинирован от демократов, популистов и серебряных республиканцев (фракции республиканцев, выступавших за выпуск серебряных денег) с широкой поддержкой на Юге, сельскохозяйственном Среднем западе и в штатах Скалистых гор. Основными предметами предвыборной кампании были экономические вопросы: биметаллизм, золотой стандарт, свободное серебро и тарифы. Глава республиканской кампании Марк Ханна ввёл многие современные выборные технологии, которые поддерживалось существенным избирательным бюджетом в $3,5 миллиона, превышающим демократический в 10 раз.

## Выборы

### Республиканская партия
Республиканские кандидаты:
- Уильям Мак-Кинли, бывший губернатор Огайо.
- Томас Брэкетт Рид, спикер Палаты представителей из Мэна.
- Мэтью С. Куэй, сенатор из Пенсильвании.
- Леви П. Мортон, губернатор Нью-Йорка.
- Уильям Б. Эллисон, сенатор из Айовы.

Национальный съезд Республиканской партии проходил в Сент-Луисе 16—18 июня. Уильям Мак-Кинли был выдвинут на первым голосовании. Банкир Гаррет Хоббарт был выдвинут в вице-президенты. Платформа поддерживала золотой стандарт, получение Гавайи и Датской Вест-Индии, канал через Центральную Америку, расширение флота, исключение всех неграмотных иммигрантов, равную оплату за равный труд и революционеров в Армении и Кубе.

### Демократическая партия
Демократические кандидаты:
- Уильям Дженнингс Брайан, бывший конгрессмен из Небраски.
- Ричард П. Бланд, бывший конгрессмен из Миссури.
- Роберт Э. Пэттисон, бывший губернатор Пенсильвании.
- Джозеф Блэкберн, сенатор из Кентукки.
- Гораций Бойс, губернатор Айовы.
- Джон Р. Маклин, издатель из Огайо.
- Клод Мэтьюз, губернатор Индианы.

Съезд Демократической партии прошёл в Чикаго 7 —11 июля. Изначально лидером считался бывший конгрессмен Ричард Бланд, который был первым на трёх голосованиях. Уильям Дженнингс Брайан, произнёсший на конвенции свою известную речь о золотом кресте, был первым на четвёртом голосовании и был выдвинут на пятом. Артур Сьюлл, кораблестроитель из Мэна, был выдвинут в вице-президенты. Платформа партии поддержала биметаллизм.

### Другие
Демократы, поддерживающие золотой стандарт, сформировали Национальную демократическую партию. Партия выдвинула Джона Палмера, 79-летнего сенатора из Иллинойса, и Симона Боливара Бакнера, 73-летнего бывшего губернатора Кентукки. Популистская партия выдвинула Брайана и бывшего конгрессмена Томаса Уотсона из Джорджии. Серебряная республиканская партия поддержала демократов.

### Кампания
Мак-Кинли использовал новую стратегию. Его кампания образовывала электорат в вопросах денег и показывала ошибки сторонников биметаллизма. Мак-Кинли был показан как безопасный сторонник рабочих мест и твёрдых денег. Брайан показывался как религиозный фанатик и революционер, который уничтожит экономику. Оба кандидата впервые лично участвовали в кампании: Брайан ездил вокруг страны на поезде, а Мак-Кинли встречал людей на крыльце своего дома.

### Результаты
Половина голосов была в 8 штатах: Нью-Йорке, Нью-Джерси, Пенсильвании, Огайо, Индиане, Иллинойсе, Мичигане и Висконсине. Все они были выиграны Мак-Кинли. Мак-Кинли победил с большим отрывом на Северо-востоке, а Брайан — на Юге и горном Западе. Это были последние выборы, в которых демократы побеждали в Южной Дакоте до 1932 года, последние, в которых демократы побеждали в Юте и Вашингтоне до 1916 года, последние, в которых демократы побеждали в Канзасе и Вайоминге до 1912 года, и последние, в которых демократы побеждали в Небраске до 1908 года. Это также единственные выборы, в которых республиканцы победили без Южной Дакоты, Канзаса, Юты и Вайоминга с их становления штатами.

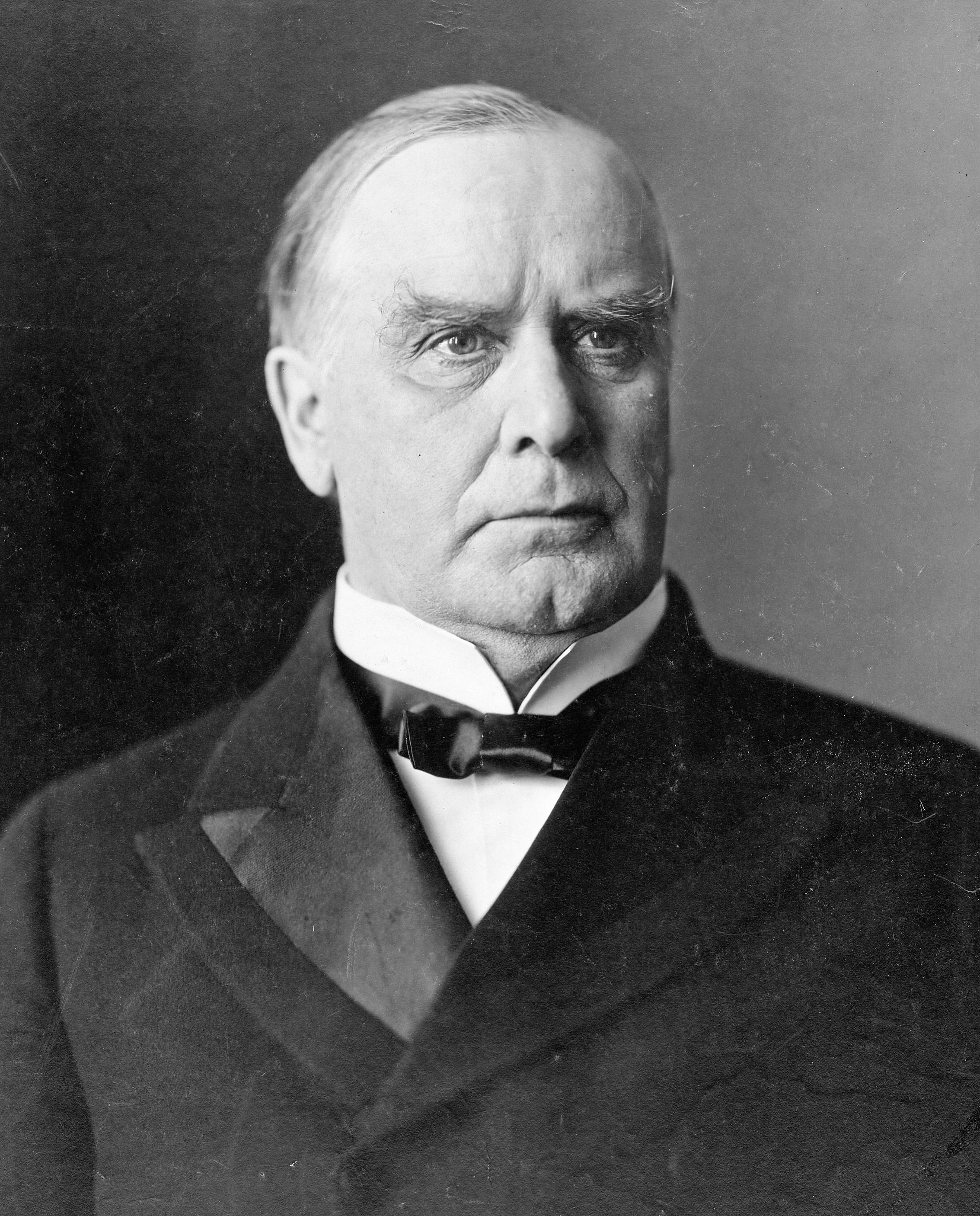
На выборах 1896 года Уильям Мак-Кинли был избран 25-м президентом США.

| Кандидат                | Партия                                     | Избиратели | Избиратели | Выборщики |
| Кандидат                | Партия                                     | Количество | %          | Выборщики |
| ----------------------- | ------------------------------------------ | ---------- | ---------- | --------- |
| Уильям Мак-Кинли        | Республиканская партия                     | 7 112 138  | 51,02%     | 271       |
| Уильям Дженнингс Брайан | Демократическая партия/Популистская партия | 6 510 807  | 46,71%     | 176       |
| Джон Палмер             | Национальная демократическая партия        | 133 537    | 0,96%      | 0         |
| Джошуа Леверинг         | Партия запрета                             | 124 896    | 0,90%      | 0         |
| Чарльз Горацио Мэтчетт  | Социалистическая трудовая партия           | 36 359     | 0,26%      | 0         |
| Чарльз Юджин Бентли     | Национальная партия запрета                | 19 367     | 0,14%      | 0         |
| Другие                  | —                                          | 1 570      | 0,01%      | 0         |
| Всего                   | Всего                                      | 13 938 674 | 100%       | 447       |